# Clemens C. J. Roothaan
Clemens C. J. Roothaan (* 29. August 1918 in Nijmegen; † 17. Juni 2019) war ein niederländischer Physiker, Chemiker und Computer-Architekt.

## Leben und Werk
Er immatrikulierte sich im Jahre 1935 an der TU Delft für ein Studium der Elektrotechnik und studierte zeitweise an der Universität Karlsruhe. Er hört unter anderem Vorlesungen von Hendrik Anthony Kramers und Ralph Kronig. Während des Zweiten Weltkriegs und der Besetzung der Niederlande wurden er und sein Bruder zunächst wegen Beihilfe zum Widerstand gegen die Besatzung inhaftiert, später wurden sie in ein Konzentrationslager im niederländischen Vught gebracht. Während der Gefangenschaft konnte er seine Studien in Physik gemeinsam mit anderen internierten Professoren und Studenten unter formeller Führung von Philips fortsetzen. Die Lagerinsassen wurden am 5. September 1944 wegen der sich nähernden alliierten Verbände in das KZ Sachsenhausen bei Oranienburg verlegt, wo Roothaan Teil eines Baukommandos wurde. Am 20. April des Folgejahres wurde er gemeinsam mit den überlebenden Insassen zum Todesmarsch Richtung Ostsee gezwungen, welcher sich aber 12 Tage später bei Schwerin auflöste. Sein Bruder überlebte die Konzentrationslager nicht.
Der der Philips-Zentrale zugesandte Abschlussbericht seiner Ausbildung an der provisorischen „Universität“ im KZ wurde ihm am 14. Oktober 1945 von der TU Delft zum Erwerb des Ingenieurs-Abschlusses anerkannt. Im Januar 1946 wechselte Roothaan mit Hilfe eines Stipendiums in die USA an die University of Chicago. Zu diesem Zeitpunkt war Chicago einer der Brennpunkte der Physik mit Professoren wie Enrico Fermi, Edward Teller, Maria Goeppert-Mayer, Robert Mulliken, James Franck und Leó Szilárd. Da er als Ausländer von den Programmen zur Nuklearphysik ausgeschlossen war, wandte er sich der Quantenchemie zu, und begann eine Doktorarbeit mit Robert S. Mulliken. Sein Forschungsthema waren Berechnungen zu Benzolen basierend auf semiempirischer Molekülorbitaltheorie. Er erkannte, dass der zu diesem Zeitpunkt verwendete Ansatz formal falsch war und änderte seine Herangehensweise, was daraufhin zur Entwicklung der Roothaan-Gleichungen führte, die grundlegend in der Quantenchemie wurden (siehe chemische Bindung) und eine Hartree-Fock-Methode mit nicht-orthogonalen Basisfunktionen sind. Sie werden manchmal auch nach George G. Hall, der sie 1951 unabhängig fand, Roothaan-Hall-Gleichungen genannt. Roothaans Veröffentlichung war damals einer der meistzitierten Arbeiten. Mulliken erwähnt Roothaans Arbeit in seinem Nobel-Vortrag (1966) wie folgt:

“I tried to induce Roothaan to do his Ph.D.thesis on Hückel-type calculations on substituted benzenes. But after carrying out some very good calculations on these he revolted against the Hückel method, threw his excellent calculations out the window, and for his thesis developed entirely independently his now wellknown all-electron LCAO SCF self-consistent-field method for the calculation of atomic and molecular wave functions, now appropriately referred to, I believe, as the Hartree-Fock-Roothaan method.”

„Ich habe versucht, Roothaan zu veranlassen, seine Doktorarbeit auf Berechnungen von substituierten Benzolen mithilfe der Hückelmethode zu basieren. Aber nach einigen sehr guten Berechnungen begann er gegen die Hückelmethode zu revoltieren, warf seine exzellenten Berechnungen aus dem Fenster, entwickelte für seine Doktorarbeit schließlich völlig unabhängig seine jetzt wohlbekannte All-Elektronen LCAO-SCF Self-Consistent-Field-Methode zur Berechnung der atomaren und molekularen Wellenfunktionen, jetzt angemessen bezeichnet als, so glaube ich, das Hartree-Fock-Roothaan Verfahren.“

Während seiner Doktorarbeit war Roothaan bei Karl Ferdinand Herzfeld an der Katholischen Universität von Amerika in Washington, D.C. angestellt (auf Vermittlung von Maria Goeppert-Mayer). 1949 erhielt er eine Anstellung an der University of Chicago, und promovierte im Jahr 1950. Danach widmete er einen beträchtlichen Teil seiner Zeit der numerischen Berechnung von Molekülorbitalen, basierend auf seiner LCAO-SCF-Methode (SCF für Self Consistent Field). Er wurde 1950 Instructor für Physik und Chemie in Chicago, war 1965 bis 1968 Professor für Kommunikationswissenschaft und Informatik und von 1962 bis 1968 war er Direktor des Rechenzentrums der Universität Chicago (University of Chicago Computation Centre), und danach Professor für Physik und Chemie an der University of Chicago (Louis Block Professor). Er unternahm mit seinen Mitarbeitern in den 1960er und 1970er Jahren umfangreiche Computer-Rechnungen zur Quantenchemie. In den 1970er Jahren war er mit seinem Studenten John Detrich führend in der Entwicklung effizienter Multikonfigurations-Berechnungen selbstkonsistenter Felder (MCSCF). Schon in den 1960er Jahren war er Berater bei IBM in Supercomputer-Entwicklungen.
Nach seiner Pensionierung im Jahr 1988 arbeitete er für die Hewlett-Packard Laboratories in Palo Alto, Kalifornien, wo seine wichtigsten Beiträge in der Entwicklung der mathematischen Coprozessor-Routinen für die Itanium-Chipreihe lagen. Seine Methode zur Analyse von Pipeline-Architekturen war einzigartig und innovativ und wird in Supercomputer-Fachkreisen hochgeschätzt.
Er war Mitglied der International Academy of Quantum Molecular Science, Mitglied (Member) der American Physical Society, korrespondierendes Mitglied der Niederländischen Akademie der Wissenschaften und Ehrenmitglied der Gelato Foundation. 1957 war er als Guggenheim Fellow an der Universität Cambridge. 1958 bis 1966 war er Berater des Argonne National Laboratory, 1960 bis 1965 Berater von Lockheed, ab 1965 von Union Carbide und IBM. Er war Gastprofessor an der Ohio State University (1976) und an der TU Lyngby (1983).